# Brassia verrucosa
Brassia verrucosa är en orkidéart som beskrevs av James Bateman och John Lindley. Brassia verrucosa ingår i släktet Brassia och familjen orkidéer. Inga underarter finns listade i Catalogue of Life.

## Bildgalleri

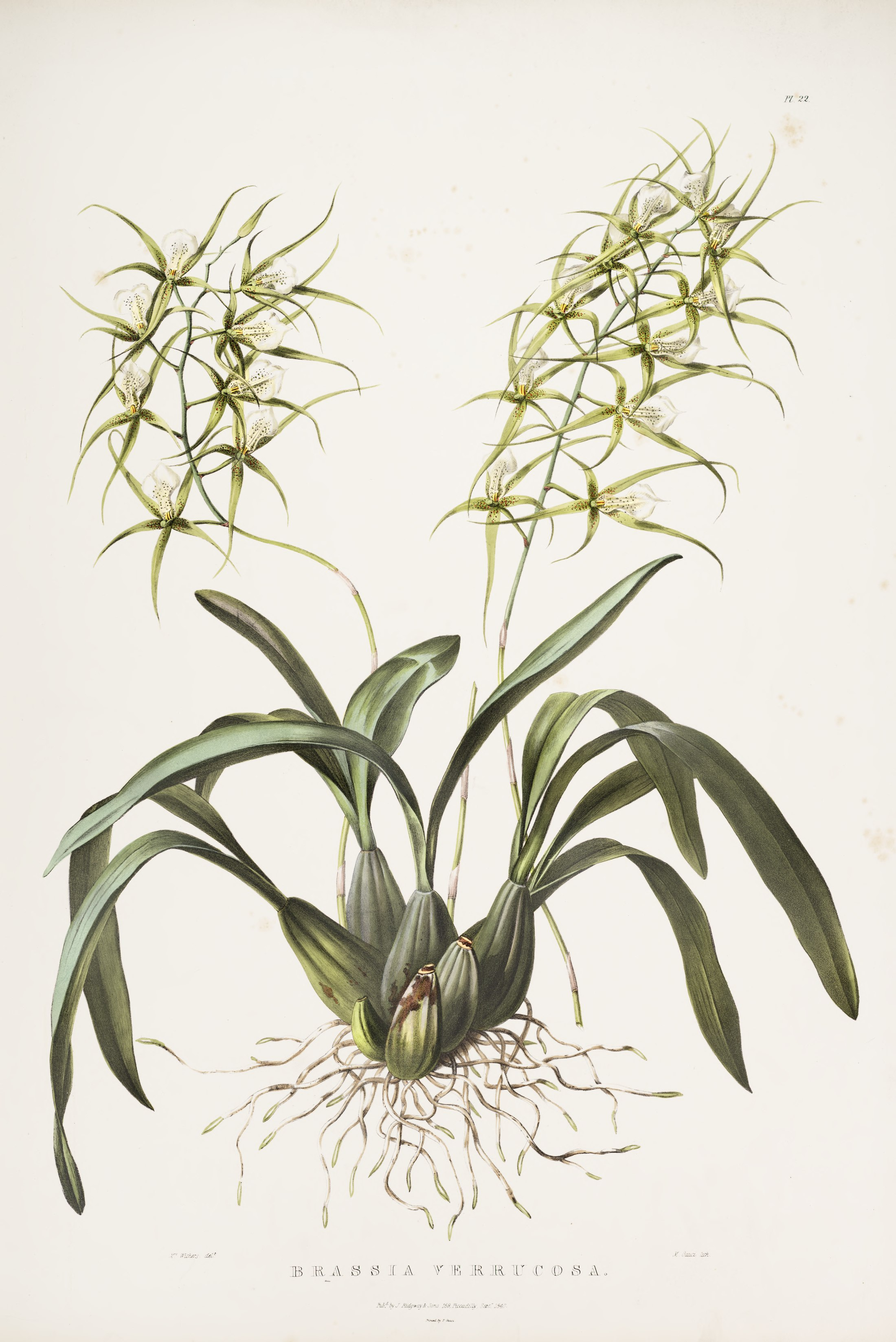
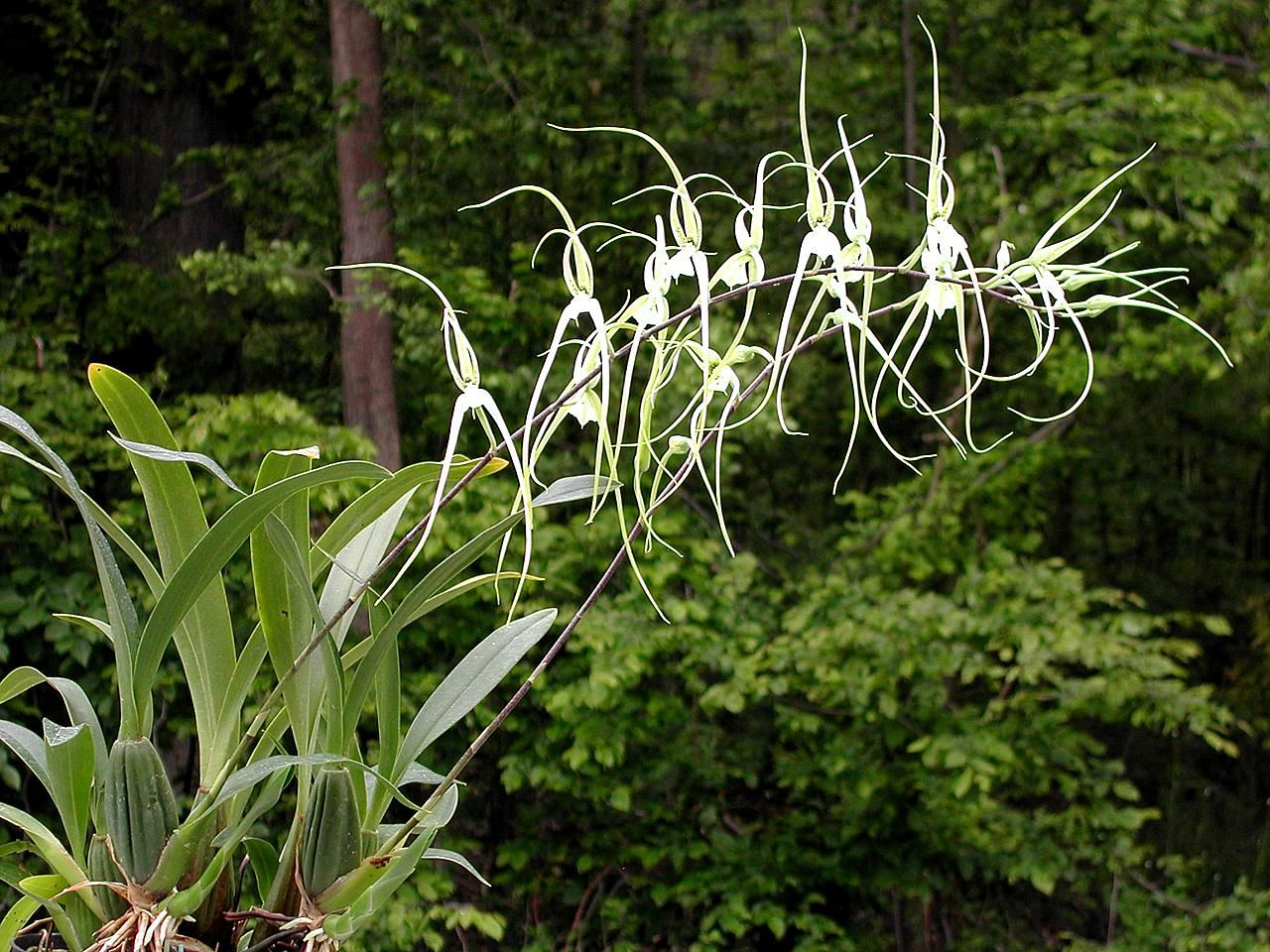
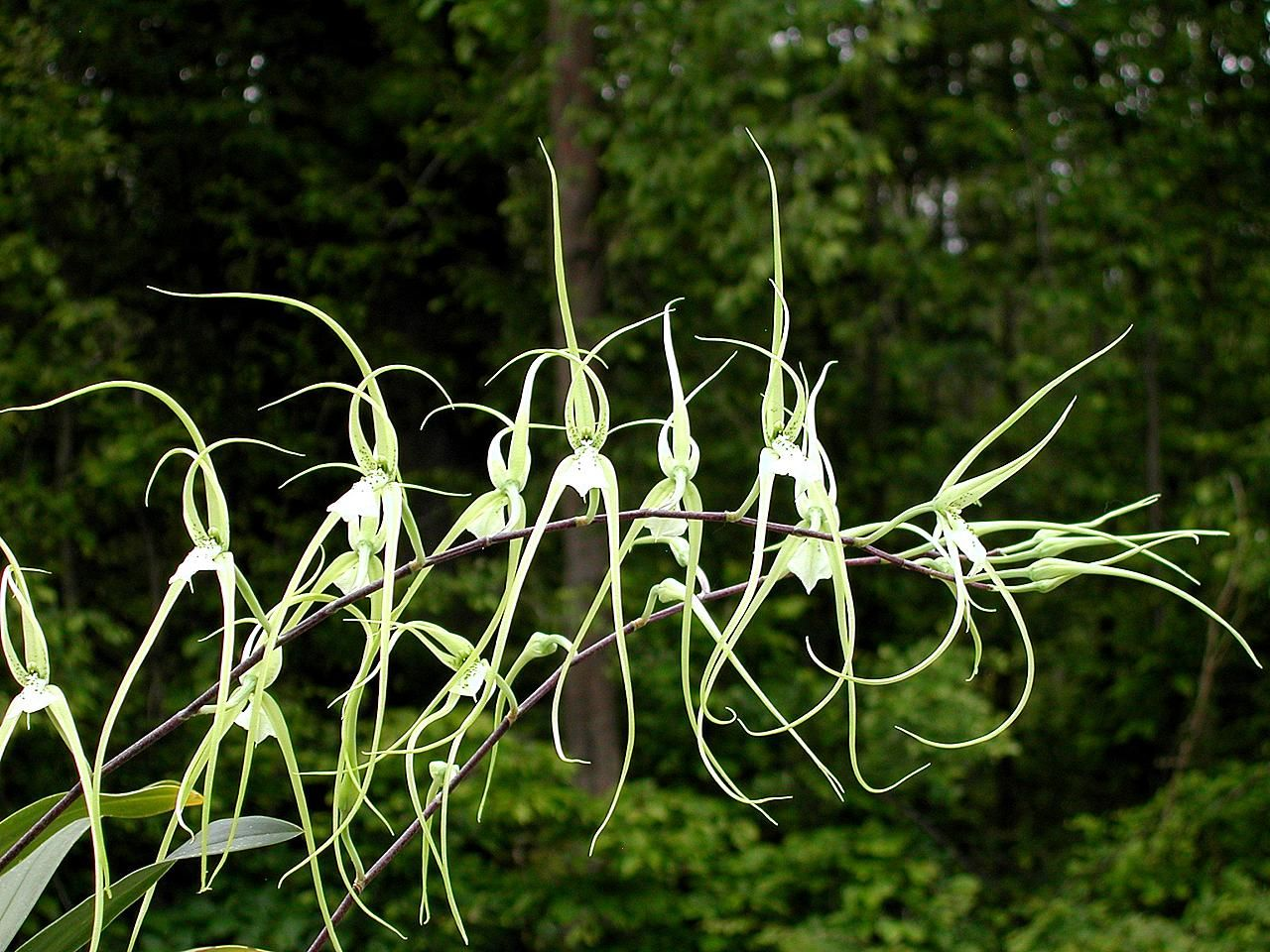
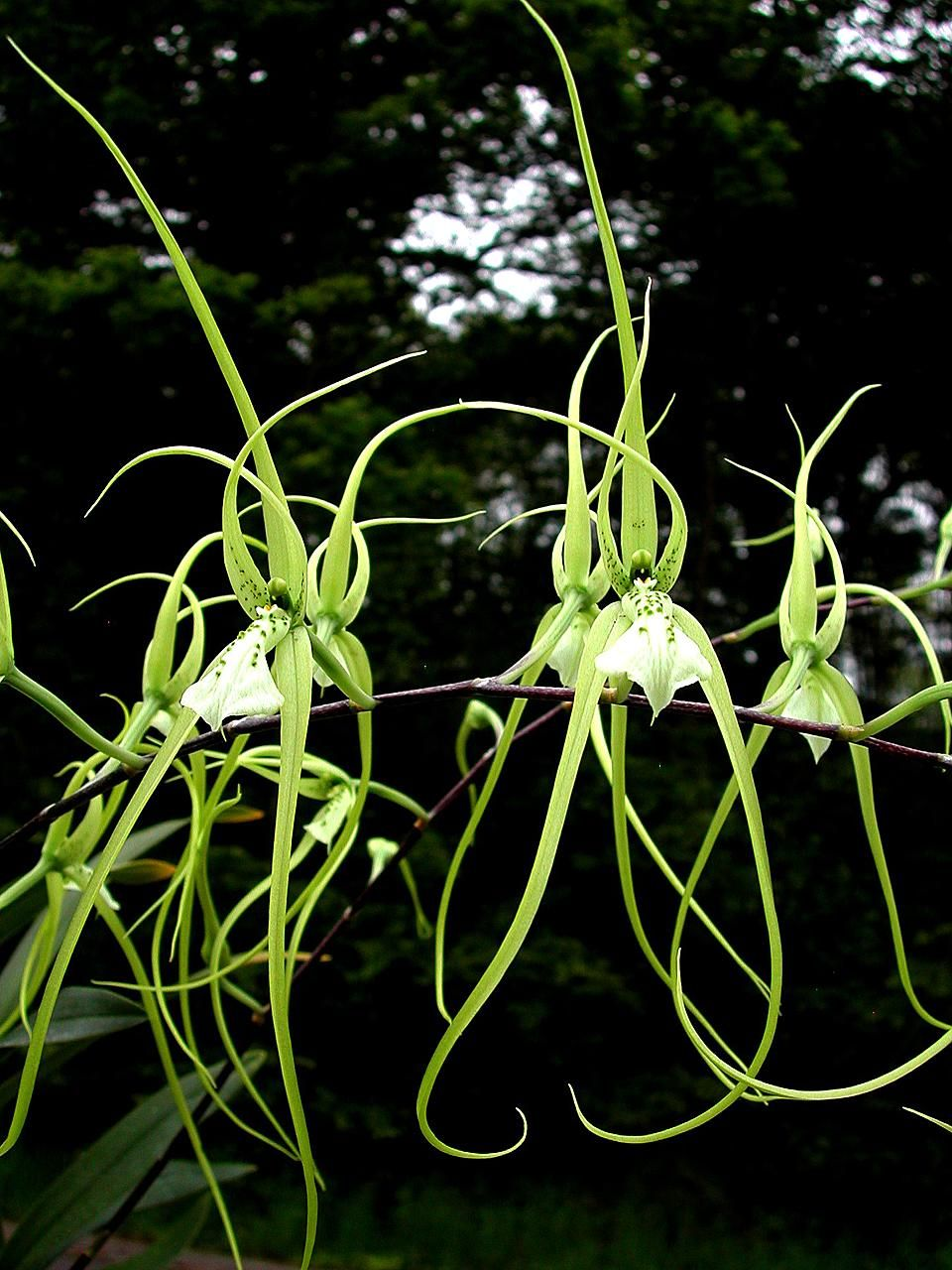
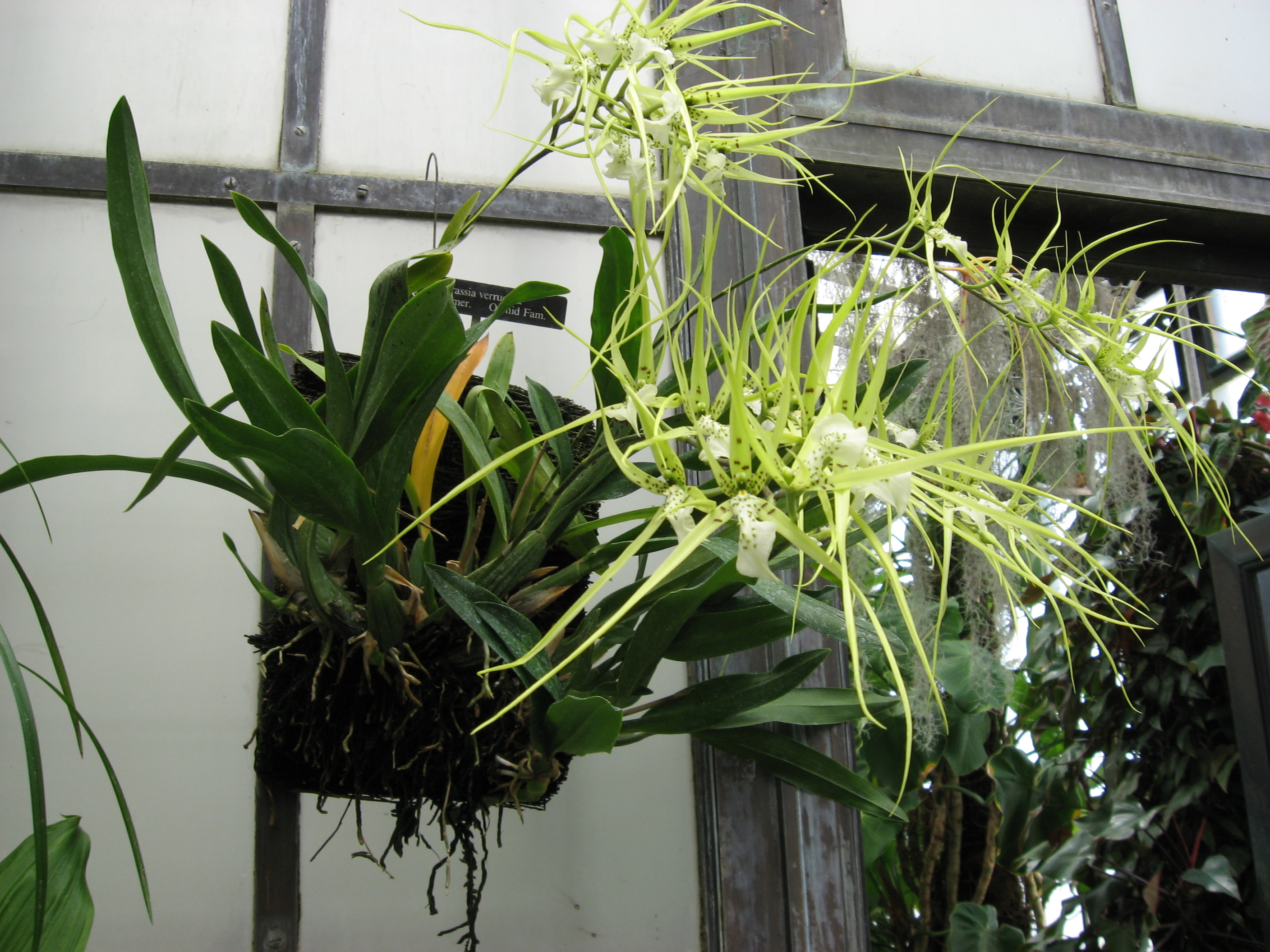
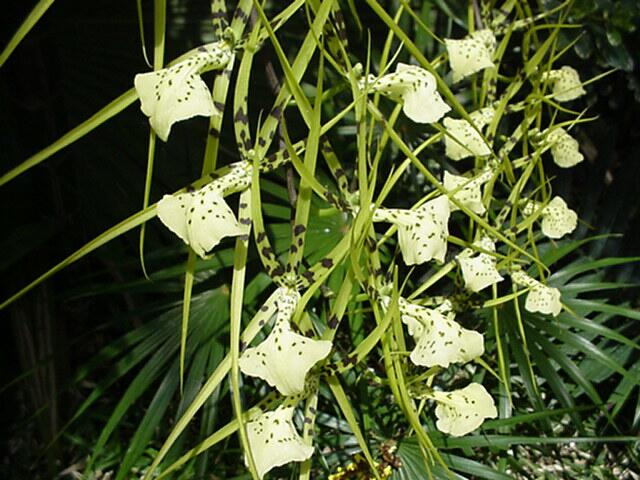